# بلايني بيدرسن
بلايني بيدرسن هو سياسي كندي، ولد في 1953. حزبياً، نشط في Progressive Conservative Party of Manitoba ‏. في 2016 Manitoba general election ‏، انتخب member of the Legislative Assembly of Manitoba ‏ عن دائرة Midland (electoral district) ‏ وقد انضم خلال فترته النيابية ‏ (19 أبريل 2016 – ) للكتلة البرلمانية Progressive Conservative Party of Manitoba ‏ وانتخب member of the Legislative Assembly of Manitoba ‏ عن دائرة Midland (electoral district) ‏ وقد انضم خلال فترته النيابية ‏ للكتلة البرلمانية Progressive Conservative Party of Manitoba ‏ وانتخب member of the Legislative Assembly of Manitoba ‏ عن دائرة Carman (electoral district) ‏ خلال فترته النيابية ‏ (22 مايو 2007 – 6 سبتمبر 2011).